# بلندپرواز باش
بلندپرواز باش (انگلیسی: Swing High) یک فیلم موزیکال آمریکایی به کارگردانی جوزف سانتلی است که در سال ۱۹۳۰ منتشر شد.

## بازیگران
- هلن توئلوتریز
- فرد اسکات
- دوروتی بورجس
- جان شیهان
- دافنی پولارد
- جورج فاست
- برایانت واشبرن
- نیک استوارت
- سالی استار
- ویلیام هال
- استپین فچیت
- چستر کانکلین
- بن ترپین
- رابرت ادسون
- کلارنس میوس
- رالف سدان
- «لیتل بیلی» رودز